# 25. Flak-Division
Die 25. Flak-Division war ein Großverband der Bodentruppen der deutschen Luftwaffe im Zweiten Weltkrieg. Zuständig war die Division bei Aufstellung für die Abwehr von einfliegenden gegnerischen Flugzeugen mittels Flugabwehrgeschützen in Norditalien.

## Geschichte
Die Division wurde Anfang April 1944 durch Umgliederung des Generals der Flakartillerie Süd aufgestellt. Die Unterstellung erfolgte unter die Luftflotte 2.
Das Aufgabengebiet war die Luftverteidigung in Norditalien mit besonderem Fokus auf die Regionen  Mailand und Brescia. Im Dezember 1944 wurde das Hauptquartier der Division von Mailand nach Brescia verlegt. Hiermit wurde der Bereich der Division auf den Bereich Brescia-Bergamo-Trient verschoben.
Insgesamt hatte die Division über 1.000 Flugzeugabschüsse gemeldet.
Nach der Kapitulation der Heeresgruppe C ging die Division Anfang Mai 1945 in britische Kriegsgefangenschaft.

## Kommandeure
- Generalmajor/Generalleutnant Walter von Hippel: von der Aufstellung bis 10. Februar 1945
- Oberst/Generalmajor Oskar Vorbrugg: 10. Februar 1945 bis zur Auflösung[4]
  - Oberst Alfred Thomas (Kommandeur des Flak-Regiments 131): im März 1945 als vertretender Kommandeur[4]

## Gliederung
- Flak-Regiment 5
- Flak-Regiment 131 (seit 1943 in Sizilien, ehemals Flak-Gruppe Leuna, von der 3. Flak-Brigade)
- Flak-Regiment 137
- Flak-Regiment 149
- Luftnachrichten-Betriebs-Kompanie 145